# Gudrun Wagner
Gudrun Wagner, född Armann 15 juni 1944 i Olsztyn, död 28 november 2007 i Bayreuth, var Wolfgang Wagners andra hustru, chef för Festspelen i Bayreuth sedan 1967. Hennes inflytande bakom kulisserna ledde till att hon betraktades som virtuell medregissör.

## Biografi
Gudrun Wagner växte upp i Langquaid nära Regensburg, dit hon hade kommit som fyra veckor gammal efter att ha familjen fördrivits från Ostpreussen. Efter att ha utbildat sig till korrespondent på främmande språk och tillbringat en tid utomlands i Paris, Birmingham och London sökte hon 1965 jobb på tidningen på Festspelens pressbyrå, där hon till en början arbetade som sekreterare. Där träffade hon Dietrich Mack, presschef för Festspelen och senare medredaktör för Cosima Wagners dagböcker, som hon gifte sig med 1970. Fem år senare blev hon chef för Festspelschefen Wolfgang Wagners kansli. Efter att båda skilt sig från sina partners gifte de sig 1976. I maj 1978 föddes dottern Katharina.

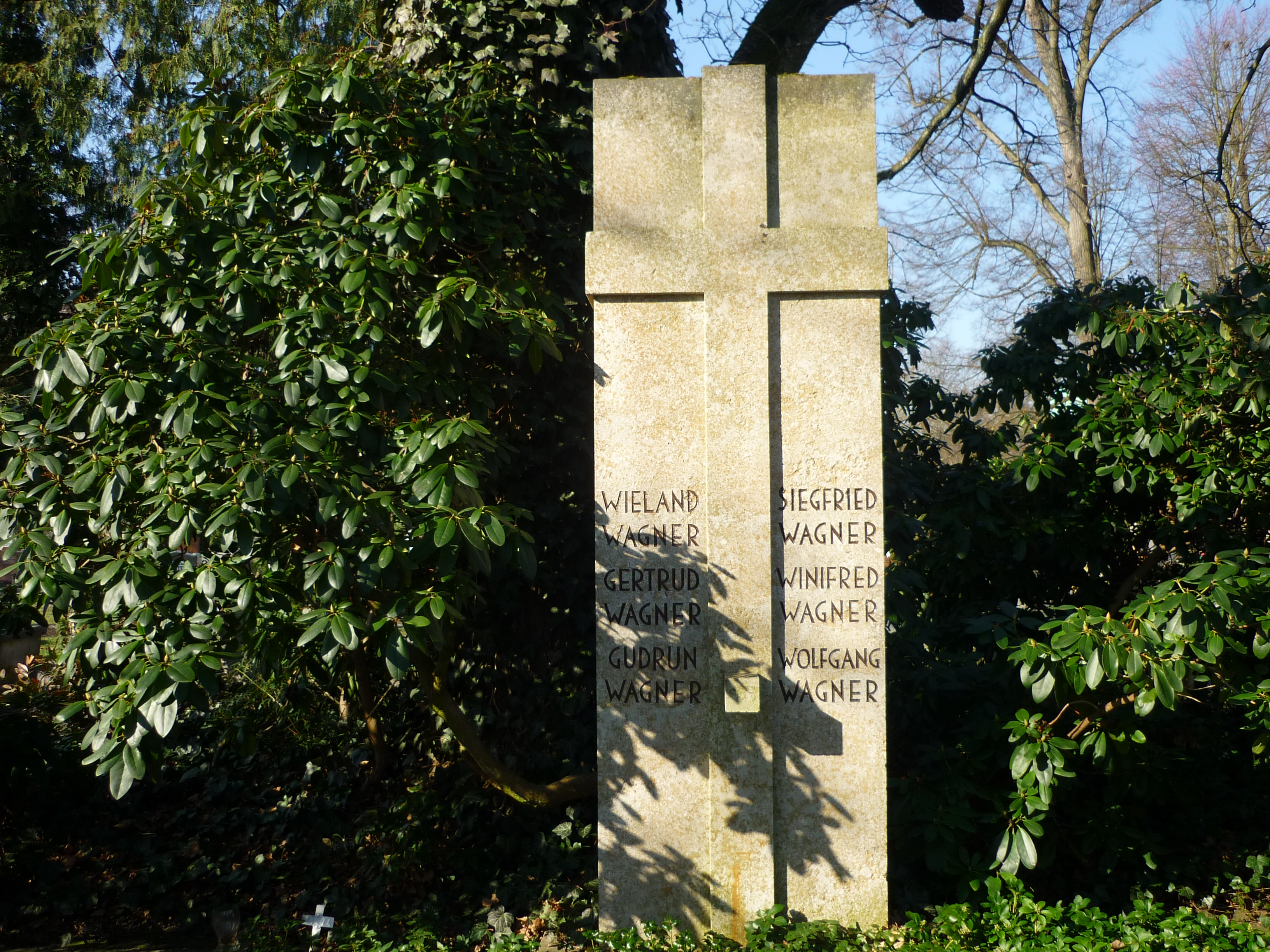
Gudrun Wagners grav på Bayreuths stadskyrkogård

Som makens assistent (från 1984) och personliga assistent (från 1985) blev Gudrun Wagner en inflytelserik medarrangör av Festspelen. När frågan om Wolfgang Wagners efterträdare som chef för Festspelen diskuterades allt mer och kraven på hans avgång för första gången höjdes 2001, tog han med sin hustru som kandidat. Planen misslyckades dock på grund av en omröstning i Festspelens styrelse, som gav företräde åt Wolfgang Wagners dotter från hans första äktenskap, Eva Wagner-Pasquier, varpå han vägrade att avgå, hänvisade till sitt kontrakt som Festspelschef på livstid och stannade kvar på sin post. På grund av makens vacklande hälsa skötte Gudrun Wagner de facto verksamheten under de sista åren fram till sin död, och i denna position påverkade hon också många rollbesättningar och konstnärliga beslut. Enligt Süddeutsche Zeitung hade hon tvingat fram en splittring av familjen och var ansvarig för att upprätthålla det konstnärliga status quo. Tvisten inom familjen hade hindrat Festspelen från att reformeras, vilket ansågs "nödvändigt". "Som Wolfgang Wagners hustru och som hans personliga assistent var Gudrun Wagner lika orädd som hon var bestämd, men alltid lojal och sanningsenlig i sitt arbete. Under de sista åren av Wolfgang Wagners liv skulle många konstnärliga och organisatoriska beslut säkert ha slutat mycket annorlunda för festivalen utan henne" (Klaus Schultz).
Enligt ledningen för Festspelen åkte Gudrun Wagner till ett sjukhus i Bayreuth för en operation den 26 november 2007. Där dog hon på morgonen den 28 november 2007, troligen av en lungemboli.